# 凯蒂·格林
凯蒂·格林（英語：Katie Glynn，1989年3月14日—），新西兰女子曲棍球运动员。她曾代表新西兰国家队参加2010年和2014年英联邦运动会曲棍球比赛，获得一枚银牌和一枚铜牌。